# Horst von Mellenthin
Pour les articles homonymes, voir Mellenthin.
Horst von Mellenthin (31 juillet 1898 à Hanovre – 8 janvier 1977 à Wiesbaden) est un General der Artillerie allemand qui a servi dans la Heer au sein de la Wehrmacht pendant la Seconde Guerre mondiale.
Il a été récipiendaire de la croix de chevalier de la croix de fer avec feuilles de chêne. La croix de chevalier de la croix de fer et son grade supérieur, les feuilles de chêne, sont attribués pour récompenser un acte d'une extrême bravoure sur le champ de bataille ou un commandement militaire accompli avec succès.

## Décorations
- Croix de fer (1914)
  - 2e classe (22 août 1915)
  - 1re classe (29 mai 1917)
- Insigne des blessés (1914)
  - en noir
- Croix d'honneur
- Agrafe de la croix de fer (1939)
  - 2e classe (15 juillet 1943)
  - 1re classe (26 juillet 1943)
- Croix allemande en or (25 mars 1944)
- Croix de chevalier de la croix de fer avec feuilles de chêne
  - Croix de chevalier le 10 octobre 1944 en tant que Generalleutnant et commandant de la 205. Infanterie-Division[1]
  - 815e feuilles de chêne le 4 avril 1945 en tant que Generalleutnant et commandant de la 205. Infanterie-Division[2]
- Mentionné 2 fois dans le bulletin radiophonique Wehrmachtbericht (20 septembre 1944 et 27 décembre 1944)